# Lipbloemenfamilie
De lipbloemenfamilie (Labiatae of Lamiaceae; beide namen zijn toegestaan) is een soortenrijke plantenfamilie. De familie dankt haar naam aan de typische vorm van de kroonbladeren, die samengegroeid zijn tot een boven- en onderlip.

## Kenmerken
Sommige soorten zijn struiken; bomen en klimplanten zijn zeldzaam in deze familie. Veel soorten hebben vierkantige, holle stengels. De bladeren staan kruisgewijs tegenover elkaar (ieder paar een kwart slag gedraaid ten opzichte van het vorige paar). De bloemen zijn zygomorf (tweezijdig symmetrisch) met vijf samengegroeide kelkbladen en vijf vergroeide kroonbladen. De bloemen staan in schijnkransen.
Van een aantal soorten in deze familie bevatten de bladeren aromatische oliën. De familie omvat veelgebruikte keukenkruiden als tijm, munt, basilicum, echte marjolein, wilde marjolein, echte salie en rozemarijn.

## Taxonomie
Er is (nog) geen overeenstemming over de omgrenzing van de familie; er is een tendens om meer geslachten dan voorheen in deze familie onder te brengen.
De Lamiaceae worden onderverdeeld in zeven onderfamilies, plus 10 geslachten die vooralsnog niet in een onderfamilie geplaatst zijn.
De onderfamilies zijn:
- Symphorematoideae
- Viticoideae[2]
- Ajugoideae
- Prostantheroideae
- Nepetoideae
- Scutellarioideae
- Lamioideae

De overige geslachten die niet in een onderfamilie zijn ondergebracht (incertae sedis) zijn:
Tectona, Callicarpa, Hymenopyramis, Petraeovitex, Peronema, Garrettia, Cymaria, Acrymia, Holocheila en Ombrocharis.

## Geslachten
In Nederland komen de volgende geslachten voor:
- Ajuga (Zenegroen)
- Ballota (Ballote)
- Clinopodium (Steentijm)
- Galeopsis (Hennepnetel)
- Glechoma
- Haplostachys
- Hemiandra
- Hyssopus
- Lamiastrum
- Lamium (Dovenetel)
- Lavandula (Lavendel)
- Leonurus
- Lycopus
- Marrubium
- Melissa
- Mentha (Munt)
- Nepeta (Kattenkruid)
- Ocimum (Basilicum)
- Origanum (Marjolein)
- Prunella (Brunel)
- Salvia (Salie)
- Satureja (Bonenkruid)
- Scutellaria (Glidkruid)
- Stachys (Andoorn)
- Teucrium (Gamander)
- Thymus (Tijm)

Zie ook:
- Coleus (geslacht: Siernetel)

## Enkele andere geslachten
Acanthomintha, Achyrospermum, Acinos, Acrocephalus, Acrotome, Acrymia, Aeollanthus, Agastache, Ajugoides, Alajja, Alvesia, Amethystea, Anisochilus, Anisomeles, Antonina, Asterohyptis, Becium, Benguellia, Blephilia, Bostrychanthera, Bovonia, Brazoria, Bystropogon, Calamintha
, Capitanopsis, Capitanya, Catoferia, Cedronella, Ceratanthus, Chamaesphacos, Chaunostoma, Chelonopsis, Cleonia, Colebrookia, Collinsonia, Colquhounia, Comanthosphace, Conradina, Craniotome, Cuminia, Cunila, Cyclotrichium, Cymaria, Dauphinea, Dicerandra, Dracocephalum, Drepanocaryum, Eichlerago, Elsholtzia, Endostemon, Englerastrum, Eremostachys, Eriope, Eriiophyton, Eriopidion, Eriothymus, Erythrochlamys, Eurysolen, Fuerstia, Geniosporum, Glechon, Gomphostemma, Gontscharovia, Hanceola, Haplostachys, Haumaniastrum, Hedeoma, Hemiandra, Hemigenia, Hemizygia, Hesperozygis, Heterolamium, Hoehnea, Holocheila, Holmskioldia, Holostylon, Horminium, Hoslundia, Hymenocrater, Hypenia, Hypogomphia, Hyptidendron, Hyptis, Isodictyophorus
, Isodon, Isoleucas, Keiskea, Kinostemon, Kudrjaschevia, Kurzamra, Lagochilus, Lagopsis, Lallemantia, Lamiophlomis, Leocus, Leonotis, Lepechinia, Leucas, Leucosceptrum, Limniboza, Lophanthus, Loxocalyx, Macbridea, Marmoritis, Marsypianthes, Meehania, Melittis, Mesona, Metastachydium, Microcorys, Micromeria, Microtoena, Minthostachys, Moluccella, Monarda, Monardella, Mosla, Neoeplingia, Neohyptis, Neustruevia, Nosema, Notochaete, Octomeron, Ombrocharis, Orthosiphon, Otostegia, Panzerina, Paraeremostachys, Paralamium, Paraphlomis, Peltodon, Pentapleura, Perilla, Perrierastrum, Phlomis, Phlomoides, Phyllostegia, Physostegia, Piloblephis, Pitardia, Platostoma, Plectranthus, Pogogyne, Pogostemon, Poliomintha, Prasium, Prostanthera, Pseuderemostachys, Puntia, Pycnanthemum, Pycnostachys, Renschia, Rhabdocaulon, Raphidion, Rhododon, Rostrinucula, Roylea, Rubiteucris, Sabaudia, Saccocalyx, Schizonepeta, Sideritis, Siphocranion, Skapanthus, Solenostemon, Stachyopsis, Stenogyne, Sulaimania, Suzukia, Symphostemon, Synandra, Syncolostemon, Tetradenia, Thorncroftia, Thuspeinanta, Thymbra, Thymus (genus), Tinnea, Trichostema, Wenchengia, Westringia, Wiedemannia, Wrixonia, Zataria, Ziziphora